# Park Way
| Região Administrativa de Park Way              | |
| Igreja Imaculado Coração de Maria              | |
| \| \| \| Bandeira \|                           | |
| Região Administrativa XXIV                     | |
| Fundação: 13 de março de 1961 (64 anos)        | |
| Lei de criação: 3255 de 29 de dezembro de 2003 | |
| Mapa de Park Way                               | |
| Limites:                                       | Santa Maria, Lago Sul, Candangolândia, Guará, Águas Claras, Arniqueira, Núcleo Bandeirante, Riacho Fundo e Gama |
| Distância de Brasília:                         | 12 km |
| Administrador(a):                              | Abdon Luiz de Sousa de Barros                                                                                   |
| Área                                           | |
| - Total                                        | 76.47 km² |
| População                                      | |
| - Total                                        | 23.058 habitantes '                                                                                             |
| Site governamental                             | www.parkway.df.gov.br                                                                                           |
| Bandeira de Park Way                           | |
| Bandeira                                       | |

Park Way é uma região administrativa do Distrito Federal brasileiro.

## História
A região foi incluída no plano urbanístico de Brasília em uma das suas últimas alterações entre 1957 e 58, registrada em cartório em 1961 pelo então presidente da República Juscelino Kubitschek, em seu memorial considerando como data magna de aniversário da cidade o dia 13 de março. Até então, era chamada de Mansões Sub-urbanas Park Way (sigla MSPW), concebida para ser implantada por partes, com áreas destinadas ao uso exclusivamente residencial, que anteriormente a 2003 era um bairro pertencente ao Núcleo Bandeirante, esta, criada para fins comerciais e recreativos para os candangos, pioneiros responsáveis pela construção da nova capital federal.
A região onde atualmente é o Setor de Mansões de Park Way (sigla SMPW) começou a ser habitada após a construção de Brasília e ao longo da formação da capital federal. Na década de 1990, Park Way se tornou uma boa opção para a classe média e principalmente àqueles que tinham interesse em morar em casas de bom tamanho com lotes de 2500 metros quadrados. O contato com a natureza, o silêncio e o acesso livre e fácil a todo Distrito Federal eram também fatores positivos. No entanto, com o tempo e rápido crescimento, a especulação imobiliária não foi acompanhada de investimentos do governo em infraestrutura e oferta de serviços públicos. Esta situação desagrada a maioria dos moradores de Park Way que, constantemente, se mobilizam à favor da manutenção do isolamento e contra o zoneamento comercial da região.
Park Way é dividido em quadras que vão da número 01 à número 29 e possui uma localização privilegiada, próximo aos principais centros comerciais de Brasília e ao Aeroporto Internacional Juscelino Kubitschek. Composto basicamente por condomínios fechados horizontais, grandes mansões e casas e também pelo Núcleo Rural Vargem Bonita. Não possui área comercial em sua região, sendo as mais próximas as do Núcleo Bandeirante, Candangolândia e Lago Sul - região de Park Way localizada atrás do Aeroporto Internacional Juscelino Kubitschek, e as áreas comerciais do Núcleo Bandeirante, Águas Claras e Guará para as demais regiões de Park Way.
Os decretos nº 14932/93 e 18910/97 permitiram o fracionamento das mansões, lote original de 20000 metros quadrados em até 8 frações de 2.500 metros quadrados de área total cada uma. Abriga diversas reservas naturais com vegetação típica do cerrado, entre elas a da UnB, Aeronáutica, Marinha e do IBGE.
Park Way possui atrativos turísticos e culturais, edificações e monumentos tombados, patrimônios históricos que resgatam a história dos candangos e a história da construção da nova Capital Federal, Brasília. Dentre eles se destacam o Catetinho e o Museu Vivo da Memória Candanga. Na área de educação, atualmente existem três escolas públicas dentro da circunscrição de Park Way que atendem a crianças e jovens.
Um dos principais pontos de acesso é a Estrada Parque Indústria e Abastecimento (Via EPIA), continuação da BR-040. Desde 2014, a estrada conta com um corredor BRT, o BRT Expresso DF. Uma linha ferroviária que liga o Distrito Federal à Goiás, Minas Gerais e São Paulo passa pelo Park Way, porém atualmente sem serviço de transporte de passageiros, embora haja estudos para tal.
Park Way foi fundada em 13 de março de 1961, recebendo a condição de região administrativa, conforme a Lei 3255, de 29 de dezembro de 2003.
Há preocupação com crescimento demográfico de Park Way, que tem cerca de 21.162 habitantes (PDAD 2010/2011).